# Evolução do Colégio dos Cardeais sob o pontificado de Gregório XIV
Abaixo está a evolução do colégio de cardeais durante o pontificado de Gregório XIV e a subsequente vaga vaga .

## Composição para consistório
| Consistóro                    | 1590 | 1591 |
| ----------------------------- | ---- | ---- |
| Dezembro 1553                 | 1    | 1    |
| Consistórios de Júlio III     | 1    | 1    |
| Janeiro 1560                  | 1    |      |
| Fevereiro 1561                | 4    | 4    |
| Março 1565                    | 3    | 3    |
| Consistórios de Pio IV        | 8    | 7    |
| Março 1566                    | 1    | 1    |
| Março 1568                    | 1    |      |
| Maio 1570                     | 4    | 3    |
| Consistórios de Pio V         | 6    | 4    |
| Novembro 1576                 | 1    | 1    |
| Março 1577                    | 1    | 1    |
| Fevereiro 1578                | 2    | 2    |
| Dezembro 1578                 | 1    | 1    |
| Dezembro 1583                 | 15   | 14   |
| Julho 1584                    | 1    | 1    |
| Consistórios de Gregório XIII | 21   | 20   |
| Maio 1585                     | 1    | 1    |
| Dezembro 1585                 | 5    | 4    |
| Novembro 1586                 | 8    | 8    |
| Agosto 1587                   | 1    | 1    |
| Dezembro 1587                 | 7    | 7    |
| Julho 1588                    | 1    | 1    |
| Dezembro 1588                 | 2    | 2    |
| Dezembro 1589                 | 4    | 4    |
| Consistórios de Sisto V       | 29   | 28   |
| Dezembro 1590                 |      | 1    |
| Março 1591                    |      | 4    |
| Consistórios de Gregório XIV  |      | 5    |
| Total                         | 65   | 65   |

## Evolução durante o pontificado
| Data                   | Evento                                                                           | Total |
| ---------------------- | -------------------------------------------------------------------------------- | ----- |
| 8 de outubro de 1590   | Abertura do Conclave do outono de 1590                                           | 65    |
| 5 de dezembro de 1590  | Eleição papal do Cardeal Niccolò Sfondrati com o nome de Gregório XIV            | 64    |
| 19 de dezembro de 1590 | criação de 1 Cardeais                                                            | 65    |
| 19 de dezembro de 1590 | Paolo Emilio Sfondrati                                                           | 65    |
| 13 de janeiro de 1591  | Morte do Cardeal Antonio Carafa (42 anos)                                        | 64    |
| 6 de março de 1591     | criação de 4 Cardeais                                                            | 68    |
| 6 de março de 1591     | Ottavio Paravicini                                                               | 68    |
| 6 de março de 1591     | Ottavio Acquaviva d'Aragona, Sr.                                                 | 68    |
| 6 de março de 1591     | Odoardo Farnese                                                                  | 68    |
| 6 de março de 1591     | Flaminio Piatti                                                                  | 68    |
| 18 de março de 1591    | Morte do Cardeal Giovanni Antonio Serbelloni (72 anos)                           | 67    |
| 25 de abril de 1591    | Morte do Cardeal Gian Girolamo Albani (82 anos)                                  | 66    |
| 28 de abril de 1591    | Morte do Cardeal Ippolito de Rossi (59 anos)                                     | 65    |
| 16 de outubro de 1591  | Morte do Papa Gregório XIV (56 anos)                                             | 65    |
| 27 de outubro de 1591  | Abertura do Conclave de 1591                                                     | 65    |
| 29 de outubro de 1591  | Eleição papal do Cardeal Giovanni Antonio Facchinetti com o nome de Inocêncio IX | 64    |